# Orgue de Sant Felip Neri de Palma
L’orgue de Sant Felip Neri és un Orgue que es troba a l’Església de Sant Felip Neri, situada a la ciutat de Palma. L’orgue està situat sobre la segona capella de la dreta i està en bon ús de conservació.

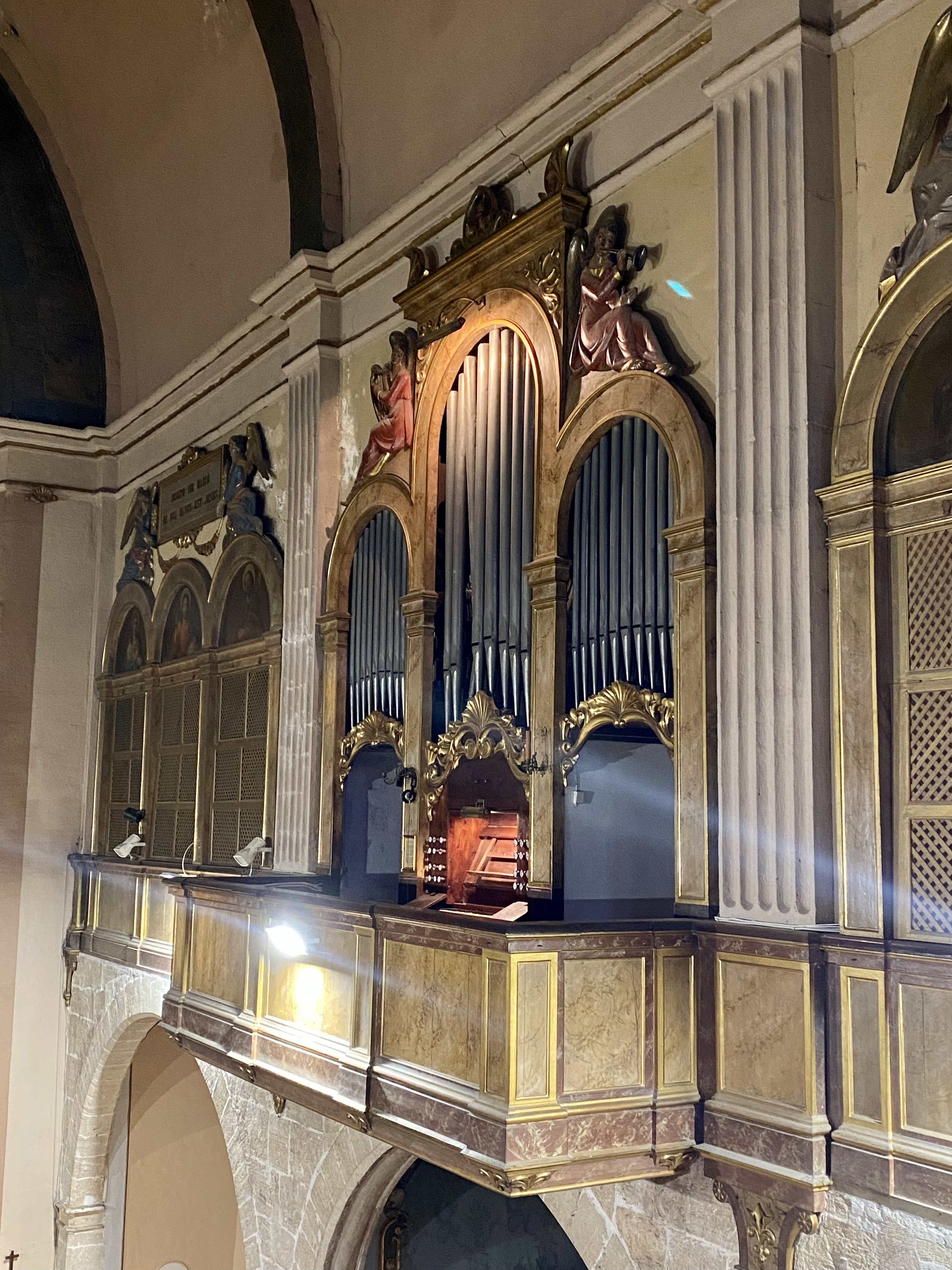
Vista de l’orgue des del cor de l’església.

## Història
L'església de Sant Felip Neri era abans un Convent Trinitari del Sant Esperit. No fou fins a la segona meitat del segle xix que aquest convent fou lliurat a la Congregació de l’Oratori de Sant Felip Neri.
L’existència de l’orgue de Sant Felip Neri es remunta a l’any 1543, quan diferents frares i el ministre del que abans era monestir i convent, Sant Felip Neri, signaren un contracte amb el fuster i mestre d’orgues Cosme Janer per renovar l’orgue. La reforma d’aquest tingué un preu de cinquanta-quatre Lliura mallorquina. Així mateix, consta un escrit de Cosme Janer en resposta a la proposta de renovació de l’orgue que diu així: Primo convenim entre nosaltres que jo dit Cosme Janer tornará un orgue vell que teniu en vostre casa y posaré aquell y deixar-lo molt bé afinat a juy de qui vós Rd. ministre volreu…Item promet jo dit Cosme Janer posar tota la canonada bona de dit orgue y la que será tal fer-la nova y del tal manera que lo canó que no será dolent y serà d’estany lo posaré d’estany y lo que será de plom lo tronaré de plom…Més avant me obligue jo dit Cosme Janer a mudar lo salmer de dit orgue tostemps que lo salmer vell no sie bo ni sufficient per tornar posar en dit orgue.
Al marge d’aquesta informació, no es té cap altra constància d’un orgue en aquesta església fins a l’any 1846 en què l’orgue ja existent, després de l’exclaustració, va esser venut a la parròquia del poble de Sant Joan (Mallorca). L’orguener Guillem Puig fou l’encarregat de realitzar aquest trasllat.
Fou entre els anys 1876 i 1880 quan l’orguener Julià Munar construí l’orgue ja actual sota la direcció de l’enginyer Josep Barceló Runggaldier. Pel febrer de 1878 i encara sense acabar, s’estrena l’orgue, amb motiu de pujar al soli pontifici el Papa Lleó XIII. El balcó on s’assenta l’orgue el féu el fuster Bernat Matas i decorà la façana el seu germà Vicenç. Les despeses per a la construcció del nou orgue, suposaren un total de 32.453 rals i 74 cèntims. Es va finançar amb almoines dels Pares i simpatitzants. L’any 1912 es proposà la compra d’un motor elèctric destinat al moviment d’un aparell bufant per l’orgue, que no s’atorgà fins al 1913. El motor de l’orgue fou canviat amb motiu de la reestrena de l’instrument l’any 1990, a càrrec d’un grup de joves cantadors de la “Capella Oratoriana”. L’afinació i la posada a punt fou realitzada per l’orguener Pere Reinés. Així, fou inaugurat el 14 de desembre del mateix any amb un concert de la Capella Oratoriana i per un conjunt de metalls “Palma Brass Quintet” amb obres del compositor i musicòleg Xavier Carbonell.
Amb aquest motiu, la Comunitat de Palma, el 17 de novembre del 1990, nomenà organista de l’església al clavecinista Xavier Carbonell i Castells. Però fou l’any 1946 quan l’església de Sant Felip Neri es quedà sense organista degut a la mort de Miquel Cardell i Thomàs, l’orguener de l’església.

## Descripció tècnica[1]

### Consola

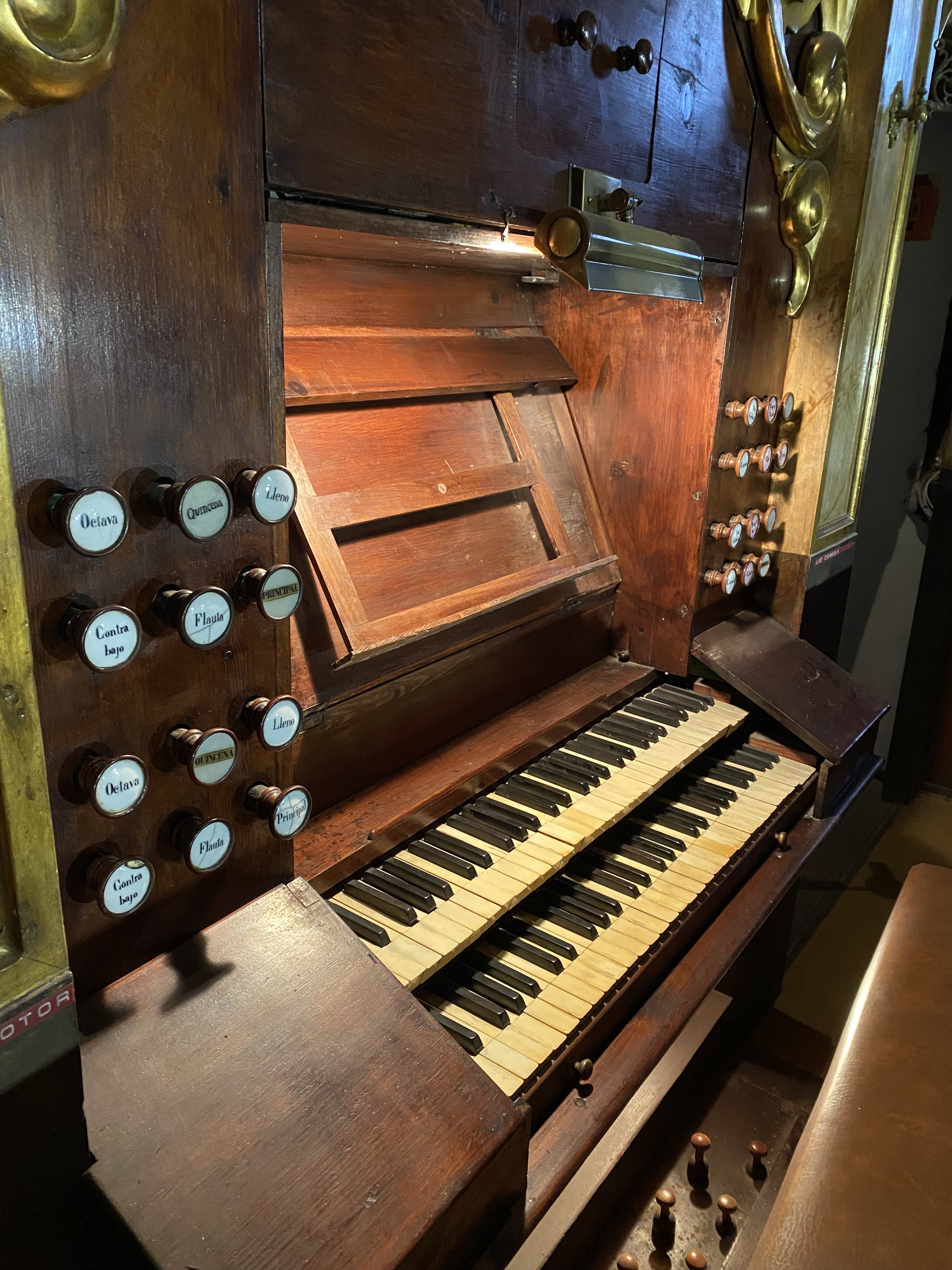
Orgue Sant Felip Neri

L’orgue de Sant Felip Neri disposa de 2 teclats reversibles de 54 notes (C-f’’’) i 12 botons de Contres amb acoblament permanent al Primer Manual. Disposa de 2 Pedalets per accionar un el Trèmolo i l’altre l’arca d’Ecos de l’Oboè. A més, també disposa de transpositor general. La disposició dels tiradors és la següent: 
| Mà esquerra | Mà dreta     |
| Contres     | Corneta      |
| Flautat     | Fagot i Oboè |
| Flauta      | Trompeta     |
| Octava      | Clarí        |
| Quinzena    | Eufon        |
| Plens       | Veu Celeste  |

## Llista d’organistes
- Antoni Cànaves
- Miquel Coll
- Bernat Roig
- Joan Pastor, tribunal per l’aspirant a organista de Montuïri
- Miquel Cifre, tribunal per l’aspirant a organista de Montuïri
- Gabriel Albertí
- Miquel Cardell i Thomàs
- Xavier Carbonell i Castells.